# Steven Gerrard
Steven George Gerrard [ˈdʒɛʀɑːd], MBE, född 30 maj 1980 i Whiston, Merseyside, är en engelsk fotbollstränare och före detta professionell spelare (mittfältare) som för närvarande är tränare för saudiska Al-Ettifaq. Som spelare tillbringade han alla seniorsäsonger av sin karriär utom en i den engelska klubben Liverpool.
Gerrard, som under sin karriär aldrig fick vinna Premier League, var ändå med om ett stort antal cuptriumfer i och med segrar i Engelska Ligacupen (3 gånger), FA-cupen (2), Uefa Europa League (1) och med Champions League-segern från 2005 som den stora höjdpunkten. 
Från och med sin landskampsdebut år 2000 var Gerrard en stöttepelare i det engelska landslaget under femton år framåt. År 2015 och efter sammanlagt 17 år i klubben lämnade Gerrard Liverpool för LA Galaxy där han sedan avslutade sin aktiva spelarkarriär efter säsongen 2015/16.

## Uppväxt
Gerrard föddes i stadsdelen Whiston, Merseyside där han växte upp tillsammans med sin storebror. Han började spela fotboll i lokallaget Whiston Juniors där han uppmärksammades av Liverpools scouter som gav honom chansen att som nioåring börja spela i Liverpools akademi. Hans far var ett stort Liverpoolfan och hans egna barndomsidoler var Liverpoolspelarna John Barnes och Ian Rush samt Paul Gascoigne för det engelska landslaget.
Gerrard föddes med klumpfot, vilket han sedan behandlades för.
En kusin till Gerrard omkom vid 10 års ålder i Hillsborougholyckan.

## Klubbkarriär

### Liverpool
Gerrard skrev sitt första professionella kontrakt med Liverpool den 5 november 1997.

#### Säsongen 1998/99
Gerrard gjorde sin debut den 29 november 1998 i en ligamatch mot Blackburn Rovers när han i starten av andra halvlek blev inbytt mot Vegard Heggem i en 2–0-vinst. Han spelade sedan även i nästa match, mot Tottenham Hotspur, som förlorades med 2–1. Gerrard spelade totalt 12 matcher i Premier League (och en match i Uefa Europa League) under säsongen när laget slutade sjua i ligan med 54 poäng.

#### En given startspelare med viktiga mål
Gerrard spelade sammanlagt över 650 matcher för Liverpool och gjorde över 150 mål. Många gånger har han också gjort viktiga mål för Liverpool, bland annat 3–1-målet mot Olympiakos hemma på Anfield i sista gruppspelsmatchen av Uefa Champions League 2004/2005. Målet, som gjordes med bara minuter kvar av matchen, innebar att Liverpool vänt 0–1-underläget från första halvleken och gjort de tre mål som behövdes för att gå vidare i turneringen. Han gjorde också Liverpools första mål i finalen av det årets Champions League, mot AC Milan, då Liverpool hämtade ikapp ett 0–3-underläge i halvtid till 3–3 efter full tid. Liverpool vann senare på straffar.
Under FA-cupfinalen 2006 kvitterade Gerrard West Ham Uniteds ledning två gånger; först till 2–2 och på stopptid sköt han in 3–3-målet. Liverpool gick sedan vidare för att vinna på straffläggning med 3–1, där han även satte sin straffspark.
Under säsongen 2005/06 vann Gerrard Liverpools interna skytteliga genom att göra 23 mål, en ovanligt stor mängd för en mittfältsspelare.
Gerrard gjorde sitt 100:e mål för Liverpool i en Champions League-match mot nederländska PSV Eindhoven 1 oktober 2008.
I sin 400:e ligamatch för Liverpool gjorde Gerrard ett hattrick i Merseysidederbyt mot Everton hemma på Anfield den 13 mars 2012.

### Los Angeles Galaxy
Gerrard spelade för amerikanska klubben LA Galaxy mellan 2015 och 2016.

## Landslagskarriär
Gerrard gjorde landslagsdebut mot Ukraina i maj 2000 och gjorde sitt första landslagsmål i en VM-kvalmatch mot Tyskland 2001. Gerrard missade VM-slutspelet i Japan och Sydkorea 2002 på grund av en skada.
Gerrard har burit det engelska landslagets kaptensbindel, exempelvis under en landskamp mot Sverige 2004. En bindel han sedan även tog över som vice-kapten till Fotbolls-VM 2010, då ordinarie kaptenen Rio Ferdinand lämnade återbud.
Steven Gerrard blev officiellt lagkapten för England i VM 2010 efter att den förre lagkaptenen Rio Ferdinand blev skadad. Gerrard gjorde även sitt första mål som ordinarie lagkapten mot USA i första VM-matchen för England, matchen slutade 1-1, därmed blev Steven Gerrard ende målskytt för England i matchen.
Den 12 maj 2014 blev Gerrard uttagen i Englands trupp till fotbolls-VM 2014 av förbundskaptenen Roy Hodgson. I juli 2014 meddelade Gerrard att han valt att sluta i landslaget.

## Tränarkarriär
I maj 2018 meddelade Rangers att man har skrivit kontrakt med Gerrard att ta över tränarposten i Rangers.
Den 11 november 2021 meddelade Aston Villa att Gerrard tagit över tränarposten i klubben, där kontraktet skrevs till 3,5 år. Den 20 oktober 2022 blev han avskedad av klubben.
Den 3 juli 2023 blev Gerrard tränare för saudiska Al-Ettifaq.

## Privatliv
Gerrard har tillsammans med sin fru Alex Curran tre döttrar födda 2004, 2006 och 2011 och en son född 2017. Hans kusin Anthony Gerrard är också professionell fotbollsspelare.
Steven Gerrard är ett fan av The Office och Coldplay. I januari 2025 kom det dessutom rapporter om att han skulle bli morfar, då den äldsta dottern Lilly Gerrard lade ut ett inlägg på sitt Instagramkonto att hon var gravid.

## Meriter

### I klubblag
Liverpool
- Uefa Champions League: 2004/2005
- Engelska Ligacupen: 2000/2001, 2002/2003, 2011/2012
- FA-cupen: 2000/2001, 2005/2006
- Uefacupen: 2000/2001
- Uefa Super Cup: 2001, 2005

### I landslag
England
- EM i fotboll: 2000, 2004, 2012
- VM i fotboll: 2006, 2010, 2014

### Individuella utmärkelser
(Urval)
- PFA Spelarnas val Player of the Year: 2006
- PFA Fansens val Player of the Year (2): 2001, 2009
- PFA Young Player of the Year: 2001
- PFA Team of the Year (8): 2001, 2004, 2005, 2006, 2007, 2008, 2009, 2014
- Liverpool Player of the Year Award (4): 2004, 2006, 2007, 2009
- England Player of the Year Award: 2007, 2012
- Liverpools bäste målgörare (4): 2004/05, 2005/06, 2008/09, 2014/15
- Uefa Årets lag (3): 2005, 2006, 2007
- Uefa Champions League Mest värdefulla spelare: 2004/05
- Uefa Champions League Finalmatchens bäste spelare (1): 2005
- Fotbolls-EM Turneringens lag (1): 2012
- BBC Säsongens mål (1): 2006[229]
- Premier League 20 Seasons Awards (1992–93 till 2011–12)